# 勒克什米纳特·贝杰伯鲁阿
勒克什米纳特·贝杰伯鲁阿（1868年—1938年）是阿萨姆语文学中的杰出人物。他的散文、戏剧、小说及诗歌极大地丰富了阿萨姆语文学。他在《没有孔雀的故乡》、《阿萨姆音乐》、《弹琴游吟诗人》等诗中，表达了爱国主义的激情。戏剧《恰格尔特沃贾》回溯了阿萨姆往日的辉煌。剧本《日出》描述了缅甸入侵阿萨姆中勒吉德·伯尔·菩根英勇抗击侵略者的故事，反省了阿萨姆丧失独立的原因。短篇小说集《Sadhukathar Kuki》、《Jon-biri》、《Surabi》是阿萨姆文学在该体裁上的最初艺术高峰。